# Semiothisa sabulifera
Semiothisa sabulifera là một loài bướm đêm trong họ Geometridae.